# Iain MacCormaig
Iain MacCormaig est un écrivain gael, de nationalité britannique, né en 1860 dans le Ros Muileach (la « Péninsule de Muile » ou Ross of Mull en anglais) et mort en 1947 à Glasgow.
Iain MacCormaig est un écrivain prolifique qui a écrit de nombreuses œuvres en gaélique écossais. Pour la plupart, ces nouvelles et ses poèmes ont été publiés au début du XXe siècle.

## Biographie
Dans un article publié dans la revue Scottish Gaelic Studies, Sheila Kidd nous donne un bref aperçu de la vie de Iain MacCormaig.
On sait qu'il est le fils de Neil MacCormick et d'Annabella MacLachlan, et l'aîné d'une fratrie de 11 enfants. Son père, dont la famille a quitté Ì Chaluim Chille (Iona) en 1837 pour venir s'installer dans le Ros Muileach, est le directeur de la carrière de granit de Tormore.
Iain MacCormaig suit un premier cycle d'enseignement à Muile avant de suivre une formation de maître d'école à l'École normale de l'Église libre d'Écosse de Glasgow, puis d'étudier le latin, le grec, la logique et les mathématiques à l'université de Glasgow. Après une brève carrière d'enseignant à Uibhist a Tuath, il est revenu à Muile où il s'est d'abord consacré au journalisme, notamment pour Iona Press et le North British Daily Mail.
Sur l'acte de naissance de son premier fils, en 1890, il est « journaliste », mais le recensement de l'année suivante ne mentionne pas sa profession. Sur les actes de son mariage et des naissances de ses deuxièmes et troisièmes fils, il est « directeur de carrière » et « contremaître de carrière », un changement de profession sans doute dicté par ses responsabilités de père de famille.
Sa première épouse, Jane McLean, meurt en 1897 à l'âge de 29 ans. C'est après cela qu'il s'installe à Glasgow où il exerce plusieurs métiers successifs pour compléter les revenus de son travail d'écrivain.
En plus du roman de Dùn Àluinn, Iain MacCormaig est aussi connu, sous le nom de « John MacCormick », pour une œuvre de langue anglaise : The island of Mull - An t-eilean Muile: a guide to the island.
Iain MacCormaig a remporté deux fois le Mòd dans la catégorie des conteurs.

## Nom de famille
Iain MacCormaig a orthographié son nom de famille de plusieurs manières tout au long de sa vie:
- MacCormick
- MacCormaig
- Mac Cormaic
- MacCarmaig

## Œuvre

### Romans
- Dùn Àluinn

### Nouvelles
- Mac Cormaic, Iain. (1912) « Oighre 'n Dùin-bhàin » ann an Uirsgeulan Gàidhealach: leis an do choisneadh duaisean aig Mòid a' Chomuinn Ghàidhealach (Struibhle [Stirling]: Aonghas Mac Aoidh [Eneas MacKay]), d.20-33.

### Poèmes
- Mac Cormaic, Iain, F.S.A. (Scot.) 1927. « Tuireadh an t-saoidh », in Guthan o na Beanntaibh / Voices from the Hills, édité par John MacDonald (Glaschu [Glasgow]: An Comunn Gàidhealach), d.15-16.

### En anglais
- The island of Mull - An t-eilean Muile: a guide to the island